# Dysdera gollumi
Dysdera gollumi là một loài nhện trong họ Dysderidae.
Loài này thuộc chi Dysdera. Dysdera gollumi được miêu tả năm 1994 bởi Carles Ribera & Arnedo.